# Али-Хаджи Акушинский
Али-Хаджи Акушинский (1847, Акуша, Акуша-Дарго — 1930, Акуша, Дагестан) — исламский богослов, общественно-политический деятель. Духовный и военный руководитель освобождения Дагестана от оккупационных сил Добровольческой армии Деникина в период Гражданской войны в России.

## Биография

### Детство и юность
Родился в 1847 году в даргинском селе Акуша. Его отец Мамма работал будуном акушинской джума-мечети. После завершения учебы в религиозной школе в родном селе Али-Хаджи обучался у известных в тот период дагестанских богословов-теологов: Абдурахмана Ас-Сугури, Хаджила-Али из Акуша, Ильяса-Хаджи из Цудахара, Абдурахмана, сына Мухаммада из Кака-Шура, Ибрагима из Анди, Дази из Губдена. Али-Хаджи овладел аварским, арабским и кумыкский языками. Был знаком со многими произведениями восточной литературы, и трудами богословов-теологов. Занимался изучением канонов ислама и другими науками. Имел множество мюридов в Темир-Хан-Шуринском, Даргинском и Кайтаго-Табасаранском округах, население которых относилось к нему с большим уважением.

### Общественная деятельность
В 1890 году по рекомендации имама акушинской джума-мечети 43-летний Али-Хаджи был назначен его преемником. В том же году он совершил хадж, после чего стал носить зеленую чалму и добавил приставку хаджи к своему имени. Религиозные деятели и простые люди о всего Дагестана обращались к нему с просьбой разрешить спорные вопросы.
Согласно акушинскому преданию, в Дербенте споры между родственниками богатого купца Амир Чупана зашли так далеко, что они отвергали чуть ли не всех знатоков шариата. Наконец, остановились на Али-Хаджи, поскольку он имел популярность как честный человек. За помощь в распределении имущества ему обещали кутан. Но когда Али-Хаджи узнал о том, что Амир Чупан нечестно накопил богатство, он отказался от кутана и заявил, что нажитое им богатство принадлежит не семье, а народу.
По словам сына Али-Хаджи Магомеда, однажды к шейху пришел земляк, который работал раньше старшиной участка, с просьбой разрешить ему поехать в хадж. «Отец мой сказал ему, что в Мекку поехать тебе нельзя, так как, работая старшиной участка, получал с населения взятки. Пусть сначала раздаст нажитое добро населению, очистится от грехов, а затем поедет в Мекку. Обидевшись на отца, Ялда-Хаджи больше не пришел к ним».
Али-Хаджи был критически настроен по отношению к царской власти. Он положительно относился к антиписарскому движениюв Дагестане, хотя не участвовал в нём. Он был осужден на 3 года за критику царской власти, пропаганду исламских традиций и норм шариата, а также борьбы с «неверными».
В ноябре 1914 года участвовал в приветствии на станции «Дербент» императора Николая II, который ехал в зону боевых действий в Закавказье.

### Гражданская война
В активную общественно-политическую жизнь Дагестана Али-Хаджи Акушинский включился после Февральской революции в России. Он поддерживал Февральскую, а затем и Октябрьскую революции, свержение царя и царизма, и верил в торжество идеалов демократии и равенства.
В январе 1918 года в Темир-Хан-Шуре собрался съезд алимов с участием офицерства. Собрались ученые-арабисты и авторитетные делегаты из разных мест. На этом представительном съезде было решено избрать шейх-уль-ислама Северного Кавказа и Дагестана. Кандидатами на эту должность были выдвинуты три человека; Али-Хаджи Акушинский, Узун-Хаджи Салтинский и Нажмуддин Гоцинский. Съезд открыли руководители Дагестанского правительства. При лоббировании социалистов на эту должность назначили Али-Хаджи Акушинского.

Социалист Махач Дахадаев в письме Акушинскому 18 февраля 1918 года пишет: 
«Мы не воспрещаем людям вести законы шариата. Мы отрицаем поручение дел людей только одному человеку, который ведет дела произвольно, по своему усмотрению. Мы желаем, чтобы шариатские дела велись коллегией, выбранной из алимов округов во главе с муфтием или шейхом-уль-исламом. Мы желаем, чтобы в его руках не было другой власти. Если мы не будем вести дела таким образом, мы не спасемся от притеснения, невежества и самодержавия. Я не говорю, что вся собственность вакуфные и частные земли должны быть изъяты у хозяев и разделены поровну. Я говорю, что необходимо отобрать общую собственность, находящуюся в руках лиц, называемых в настоящее время „беками“, и вернуть её населению, ибо они завладели этими землями с помощью гнета».
После этого 20 мая 1918 года Али-Хаджи пишет: «Большевики не против, чтобы мы жили по шариату и обещают вернуть оружие, отобранное ими по ошибке. Если бы они посягали нам ислам, то я первым бы призвал весь народ на войну». О большевиках Али-Хаджи также говорил: «Если они не будут вмешиваться в наши внутренние дела, я сторонник хороших отношений с ними. Я верю в хорошие отношения с ними». Когда Дахадаев стал военным комиссаром Дагревкома, он заверял Али-Хаджи: «Военно-революционный комитет не посягает на основы Ислама-Шариата, ни на нравы, ни на обычаи Дагестана, ни на честь и достоинство его и немедленно приступит к организации духовного управления шариатского суда во всем Дагестане». Позже, в 1927 году, социалист Алибек Тахо-Годи признался, что они по изначальному плану шли на ложные обещания мусульманам, чтобы прийти к власти: «Не раз пришлось кривить душой, чтобы только вырвать массы из-под влияния буржуазной идеологии. Нужно было согласовать несогласуемое, XX век и шариат».
В апреле 1919 года Али-Хаджи совместно с Узун-Хаджи Салтинским составил план освобождения территории Дагестана и Чечни от Добровольческой армии генерала Деникина.  В корреспонденции газеты «Молот» (31.04.1919 г.) отмечалось, что повстанцы, боровшиеся против деникинцев, назывались «алихаджиевскими». В мае 1919 года Дагестан был взят Добровольческой армией. Летом 1919 года началось анти-деникинское восстание в Дагестане. Главным инициатором этого восстания стал Али-Хаджи. В центре Даргинского округа в селении Леваши находился штаб по руководству восстанием. В штабе наряду с представителями большевиков работали представители мусульманского духовенства и в их числе Али-Хаджи. Младший его сын Ильяс возглавил один из конных партизанских отрядов.

В письме к генералу Деникину Али-Хаджи писал: 
«Дагестанский народ не приглашал частей Добровольческой армии в пределы своей территории. Он не давал им никакого повода к вторжению и ко всем агрессивным действиям. Дагестанский народ не находит не только никакого объяснения к насилованию его воли и священного для него шариата частями Добровольческой армии. Дагестан, состоящий из трудовых элементов — рабочих и земледельцев, тяготеющих экономически к России, не открывал никакого фронта против Российской государственности. Дагестанский народ не признает никакого права за Добровольческой армией, навязывать Дагестану свою волю в вопросе о форме общегосударственного управления, Дагестан признает полное право управлять собой, и своими делами, согласно своему быту и священному шариату, впредь до установления общегосударственной формы управления в России».
Далее в письме Али-Хаджи Акушинский в ультимативной форме потребовал очистить Дагестан от добровольческих частей.
15 июля 1919 года назначенный Деникинцам правителем Дагестана генерал Микаил Халилов обвинил Али-Хаджи Акушинского в отходе от ислама и шариата и формально лишил его звания Шейх-Уль-Ислама, когда тот стал сотрудничать с большевиками.
После разгрома деникинцев в Дагестане в Ая-какинском сражении в селе Леваши 19 октября 1919 года на чрезвычайном собрании представителей горцев, борющихся на фронтах против деникинцев, был создан Совет обороны Северного Кавказа и Дагестана. Управлял Советом обороны Али-Хаджи Акушинский. Штаб Совета располагался в Леваши. 7 февраля 1920 года Али-Хаджи назначен почётным председателем Совета Обороны.
30 марта 1920 года после окончательного отступления деникинцев из Дагестана в Темир-Хан-Шуре был устроен парад частей Армии Совета обороны в честь Али-Хаджи Акушинского. Солдаты армии, отдав честь шейху, проходили перед ним.

Шейх 3 апреля 1920 года, обращаясь к большевикам, сказал:
«Лишь признание независимой государственности горских народов может обеспечить прочный мир на Кавказе и добрососедские отношения между народами Северного Кавказа и Советской России. Поэтому прошу вас изложенное довести до сведения вашего высокого правительства и сообщить мне ответ последнего по существу вопроса о признании независимости Горской республики и о том, когда и где будет угодно встретиться представителям советского правительства с представителями горских народов для детального обсуждения вопросов установления условий нашей дружбы и мирного соседства».
Но большевики с его идеями о независимости не стали считаться. В Дагестане была установлена советская власть.

### Советские годы
Али-Хаджи отказывался агитировать против антисоветского восстания Гоцинского, считая, что мусульманам нельзя воевать друг против друга.
Когда в 1921 году дагестанская делегация во главе с Дж. Коркмасовым была на приеме у шейха, Владимир Ленин передал для Али-Хаджи именные часы. Сын шейха Ильяс-Хаджи пишет: «Мы сохранили их до того момента, когда нас выслали в Киргизию. Из-за тяжелого положения семьи мы эти часы отдали в залог. Потом они потерялись».
После полного закрепления Советской власти в Дагестане отношение Али-Хаджи Акушинского к новой власти изменилось. Началась поэтапная борьба с духовенством и религией. Был введён запрет на оформление шариатского брака до его регистрации в соответствующем советском органе. Духовенство было лишено избирательных прав. Действовали декрет об отделении церкви от государства и школы от церкви, постановления Дагревкома об изоляции особо вредных лиц из духовенства. Уголовные дела было запрещено рассматривать в шариатских судах. Затем в Дагестане были полностью ликвидированы шариатские суды. Уничтожалась религиозная литература, происходило притеснение религиозных деятелей, а в период так называемой «безбожной пятилетки» (1928—1932) происходило разрушение религиозных культовых сооружений. Советская власть подорвала материальную базу духовенства, санкционировав сначала переход части заката и вакуфа на содержание светских школ, а затем передачи их в руки кресткомов. Эти решения подрывали веру Али-Хаджи Советской власти, после чего он перестал считаться с органами Советской власти.
Состоялись массовые шествия религиозных людей по улицам Махачкалы, Дербента и других населённых пунктов. Со многочисленной свитой стал ездить сам Али-Хаджи по селам. В телеграмме наркома юстиции Ибрагима Алиева в Дагревком сообщалось, что Али-Хаджи приехал в Карабудахкент со свитой на трех фаэтонах и с 5 всадниками. Собравшейся массе Али-Хаджи заявил: «В партии не записывайтесь, а если будут просит хлеба – не давайте и солдат не давайте».
Али-Хаджи, его сыновья и родственники резко выступили против перевыборов сельского совета в Акушах. Для их проведения в Акуша приехал председатель Даргинского округа Осман Османов. Он вел с Али-Хаджи продолжительную беседу о значении этого и других мероприятий Советской власти, но Али-Хаджи открыто высказался против них. Вопреки ему были проведены перевыборы. Тогда народ вышел на площадь, где выступал его сын Хасбула и другие сторонники Али-Хаджи, которые осудили избранных депутатов как гяуров и заявили, что они не будут признавать избранный сельский совет. Одни предлагали передать все общественные дела джамаату, а Хасбула предлагал передать власть шариатской тройке.
7 декабря 1921 года Президиум Дагревкома рассматривал вопрос «О выступлении Али-Гаджи Акушинского против распоряжения Советской власти».
В письме Самурского к Али-Хаджи говорится о том, что он послал просьбу об изъятии оружия в Акушах. Али-Хаджи отказался выдать оружие. В этой связи Самурский пишет: «Советуем быть благоразумным и не сопротивляться красным, которые так могущественны и могут разнести Ваши селения». Письмо датируется 1921 годом. Это был период, когда после начала осуществления преобразований в ряде областей жизни, Али-Хаджи отходил от большевиков и начал сопротивляться их политике.
Али-Хаджи имел сильное влияние на село Губден. Он добился через своих мюридов резкого сокращения советских школ и учащихся. Так, к концу 1925-26 учебного года из 5 существующих советских школ осталась только одна и из 225 учащихся остались 49 учащихся. В то же время продолжали существовать религиозные школы, в которых числилось намного больше обучающихся. 15 октября 1925 года Али-Хаджи выступил перед населением своего села: «Нам, мусульманам, не нужны советские школы, а нужны школы-медресе, в каковых наши дети должны получать арабские знания и знания законов шариата. Если допустить мусульманских детей в советские школы, то через 3 года совершенно забудут про Бога и веру».
Дочка секретаря парторганизации села Акуша пишет: «В Акуша после победы Советской власти установилось двоевластие. С одной стороны, шариатская власть, возглавляемая шейхом Али-Хаджи Акушинским, с другой – власть коммунистов. В силу этого, коммунисты, их было мало, особой поддержкой в селении не пользовались, поэтому они работали как бы подпольно. Мой отец Андийский был секретарем партийной организации, партийные собрания проходили тайно. Во время проведения собраний мне приходилось сидеть у ворот, чтобы предупредить собравшихся о появлении нежелательных лиц, особенно сторонников Али-Хаджи Акушинского».
В 1926 году духовенство Акуши и ряда других сел вело открытую агитацию против Советской власти, выступало против советских школ и культурно-просветительских учреждений. По указанию Али-Хаджи школьные парты были выброшены в реку. В том же 1926 году Комиссия Рабоче-крестьянской Инспекции, обследовавшая социальное и духовное положение селе Акуша, отмечала враждебное отношение Али-Хаджи Акушинского, членов его семьи, духовенства села к Советской власти.
В 1925-1927 годах Али-Хаджи совершал поездки по селам Дагестана в сопровождении своих мюридов. Побывал в Карабудахкенте, Парауле, Каякенте, Цудахаре, Губдене, Бурки-Махи и других. По воспоминаниям губденских алимов, Али-Хаджи выступал перед огромной массой людей, встречавших его. Он говорил, что большевики оказались не такими, какими они представлялись и какими их считали. Нельзя верить им и делать, что они предлагают, подчеркивал, что они обманули его, заявляя, что они за шариат и шариатское управление, но когда с нашей помощью добились победы над деникинцами и установили Советскую власть, они подло отошли от мусульман и стали преследовать их. Побывав в этих селениях, он «призывал не слушать коммунистов, так как они гяуры, и их нельзя хоронить на кладбище, так как они пойдут в ад. В этом ему помогала и дочь. В хуторе Бурки-махи, где она жила, на религиозные праздники приезжали от 60 до 80 женщин. Сюда же приезжал сам Али-Хаджи. Они агитировали женщин не слушать людей, не угодных Аллаху»:
«В годы гражданской войны я помогал Дагестанскому правительству (большевикам) завоевать весь Дагестан и установить Советскую власть. Они обещали мне установить в Дагестане порядок и управление по шариату. А когда Советская власть установилась и окрепла, они (большевики), которые раньше поддерживали меня материально, забыли про меня и даже стали относиться враждебно. Что бы ни делала Советская власть по всему Дагестану, я не препятствую, хотя и в силах этого сделать, но и прошу чтобы Акушу мне подарили, оставили в моем распоряжении и не вводили бы свои (Советские) порядки. Из акушинцев я сделаю истинных защитников шариата, истинных служителей Бога, т. е. моих мюридов».
Была одна возможность для Али-Хаджи избежать будущих репрессий. Ему и его семье были приглашения со стороны дагестанских шейхов-эмигрантов переехать с семьей в Турцию. Такие приглашения шли ему еще до Гражданской войны со стороны шейхов Мухаммеда Мадани и Шарапудина из Кикуни, но ни в тот, ни в этот раз он не согласился переехать. Сыновья были не против, когда обострилась обстановка и им стало трудно жить. Но Али-Хаджи не хотел покидать родину, родственников и мюридов.

### Следствие, суд, и смерть
В декабре 1928 года Дагестанским отделением ОГПУ было заведено уголовное дело № 06599 о «контрреволюционной» деятельности группы лиц. По версии следственных органов, Али-Хаджи Акушинский и его сын Магомед создали контрреволюционную группу из 66 человек. Все эти люди были арестованы, 29 человек из них были расстреляны, а остальные отправлены в лагеря и в ссылку. Старший сын шейха Магомед был приговорён к расстрелу, и лишь благодаря вмешательству бывшего начальника Дагестанского отделения ОГПУ и зам. председателя Совнаркома смертный приговор был заменен десятью годами заключения. Пострадали и остальные дети шейха, были осуждены остальные сыновья шейха — Хасбула и Ильяс. Сам Али-Хаджи не был арестован ввиду его преклонного возраста. К тому времени ему исполнилось 80 лет. Вскоре после ареста детей Али-Хаджи умер. Вся семья шейха была выслана в Киргизию. Во всех публикациях говорится, что он умер в 1930 году, но его младший сын Ильяс не раз писал, что отец умер в 1931.
Похоронен в своем доме в Акуша. Его крупная библиотека была конфискована и бесследно исчезла, дом был изъят и превращен в колхозный склад.

### Реабилитация и увековечение памяти
В 1989 году были отменены все постановления коллегии ОГПУ, вынесенные в отношении Али-Хаджи Акушинского и членов его семьи. Уголовное дело прекращено за отсутствием состава события преступления. Основанием тому послужило заключение следственного отдела КГБ ДАССР и протест прокуратуры ДАССР.
В 1993 году вышла повесть писателя Раджабали Омарова на даргинском языке об Али-Хаджи. Она была первой художественно-публицистической работой о нем. Издана книга «Али-Хаджи Акушинский. Шейх-Уль-Ислам Дагестана, патриот и миротворец». В 2013 году профессором Магомедом Абдуллаевым был выпущен исследовательский труд о жизни и исторической роли Али-Хаджи под названием «Триумф и трагедия шейх-уль-ислама Дагестана Али-Хаджи Акушинского». 
К 150-летию со дня рождения, благодаря мэру Махачкалы Саиду Амирову, приведены в надлежащий вид могила и дом, в котором жил Али-Хаджи. Дом был преобразован в музей. Именем Али-Хаджи один из главных проспектов города Махачкалы, построены мечети его имени Махачкале и Акуша. Открыт Исламский университет его имени. Могила шейха стала местом зиярата. 
С 2005 года в Акушинском районе проводится республиканский турнир по вольной борьбе памяти Али-Хаджи Акушинского.

## Политические взгляды
Али-Хаджи глубоко и всесторонне знал Ислам и исламскую культуру, их главные источники — Коран, тафсир, хадисы, шариат. Являясь наиболее признанным знатоком шариата, он не был религиозным фанатиком, никогда не выступал против светской культуры и науки. В своих решениях, в выступлениях и в практической жизни он отстаивал принципы социальной справедливости и равенства между народами. Али-Хаджи был сторонником решения всех конфликтных ситуаций без кровопролития. С уважением относился к советскому строю, поддерживающему бедный класс, но резко отрицательно относился к большевистской идеологии за то, что она отрицала религию. Не любил людей, которые не молились. Основной целью своей политической платформы Али-Хаджи Акушинский ставил сохранение религиозных основ общежития горцев на базе общности «единоверной, неделимой мусульманской нации».
Цитаты Али-Хаджи:
Богатство и власть не являются мерилом правды. Труд всякого должен быть обеспечен и огражден от насилия.
Мои религиозные убеждения и убеждения моих учеников не позволяют нам поднять руку против кого бы то ни было вообще, а против мусульман в особенности. Но если враг… первым нападет на нашу страну, наш долг призвать всех верующих к самозащите, к защите мирного труда, к защите чистоты ислама от насилия, к защите наших родных очагов. Я это делал, делаю и буду делать до конца моей теперь уже недолгой жизни.
Он также считал, что горцам Кавказа необходимо стремиться к объединению и созданию своего государства:
Идея независимости горцев Кавказа, освященная кровью ряда поколений, как бы она не казалась несбыточной нашим врагам, для горских народов является вопросом жизни и смерти. Вековое стремление горцев к независимости должно быть осуществлено в интересах спокойствия и мира в горах Кавказа.
Был сторонником создания Исламской республики.

## Семья
Супругу Али-Хаджи звали Буль-Буль.
Старший сын Али-Хаджи Магомед (1883-1967) постоянно занимал важную позицию в борьбе с деникинской армией. Он был начальником Даргинского округа, одно время командовал повстанческими силами в Кайтаго-Табасаранском округе. Магомед фактически организовал срыв приказа генерала Халилова о мобилизации всех до единого мужчин от 20 до 40 лет в помощь деникинским частям.
Второй сын Абдулла ездил в соседние страны для получения помощи формируемым воинским частям, создаваемым по инициативе горцев Временным правительством в Даргинском округе. Он был избран главнокомандующим этими частями. Учитывая его способности и знание тюркского языка, его командировали в Азербайджан с той же целью. Но Азербайджанское правительство отказалось от предоставления помощи, ссылаясь на то, что пославшее его правительство поддерживает связи с большевиками. В Баку он заболел и умер в 1919 году. Как сообщает его младший брат Ильяс, он похоронен в Кусарах.
Третий сын Хасбулла (1904) участвовал в антиденикинской борьбе, был осужден после установления Советской власти. Отбыв срок заключения, вернулся домой и добровольно ушел на фронт. Вернулся раненным в 1944 году в Киргизию, где жили сосланные члены его семьи.
Четвертый сын Ильяс 1906 года рождения был приговорен к пяти годам лишения свободы в 1932 году. После освобождения вернулся в Киргизию, где стал известным ученым-арабистом. Ильяс также знал несколько языков — арабский, турецкий, русский и даргинский.
У Али-Хаджи было 4 дочери: Патимат, Хапсат, Гаджи-Патимат и Айшат. Все они получили мусульманское образование. Жили до пожилого возраста в Киргизии, умерли и похоронены там же.
Потомки Али-Хаджи и других сосланных акушинцев до сих пор живут в Киргизии, в селении 20-й хутор, где живут более 3000 даргинцев.